# Уличное вязание

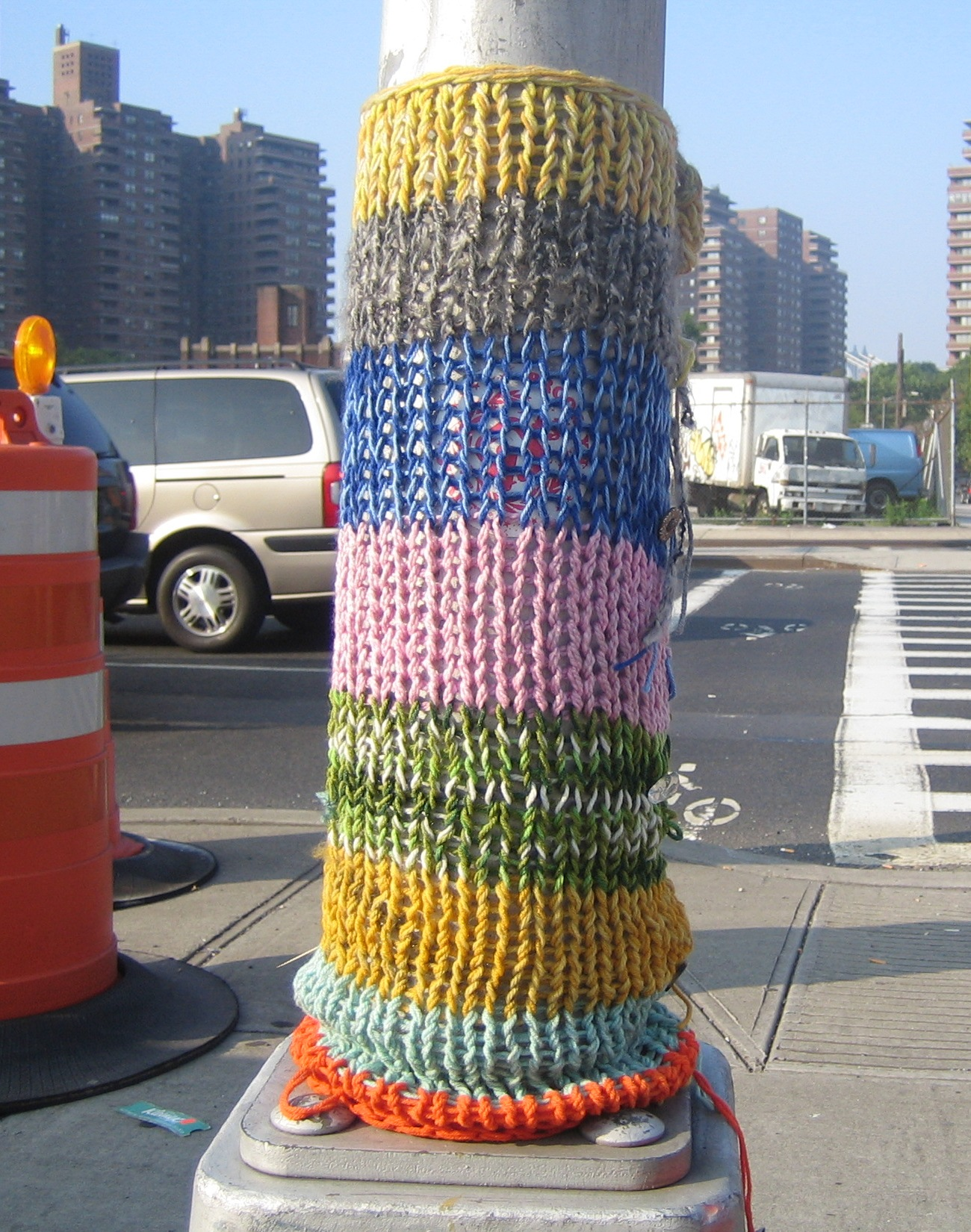
На углу улицы в Нью-Йорке

У́личное вяза́ние (англ. urban knitting или англ. yarnbombing) — это явление обвязывания пряжей элементов городских улиц. Творения известны как вязаное граффити. Людей, которые увлекаются этим хобби, называют бомбардировщиками пряжей (англ. yarnbombers).

## История
Уличное вязание началось с Магды Сайег, вязальщицы-самоучки, также известной как PolyCotN. Вместе с анонимным участником AKrylik в октябре 2005 года она организовала группу под названием Knitta Please (или просто — Knitta). Было решено пустить в дело старую пряжу, избавляясь таким образом от связанных с ней разочарований от неудачного опыта предыдущего применения. Всё началось с обвязанной дверной ручки парадной двери магазина Магды Сайег в Хьюстоне. Магде созданное понравилось и, неожиданно для неё, также понравилось прохожим. Это вдохновило группу пойти дальше.
Имя группы и прозвища участников были вдохновлены желанием создать нечто похожее на граффити, но из элементов вязки. PolyCotN и AKrylik придумали для себя прозвища, позже то же сделали другие участники группы. Некоторые прозвища бывших участников: Knotorious N.I.T., SonOfaStitch и P-Knitty. К своим изделиям участники прикрепляли бирочки с надписью «Я люблю Knitta».
В 2006 году Knitta решила посетить Нью-Йорк, где провела в жизнь свой первый крупномасштабный проект. Используя более 15 метров вязаного материала, пожертвованного добровольцами, участники обернули верхнюю часть опор монорельсовой дороги.
В другом крупном проекте группа обернула вязаными полотнами (60 × 90 см) 25 деревьев на магистрали Аллен Парквей в Хьюстоне в честь проведения ежегодного Парада автомобильного искусства в мае 2006. Год спустя они были приглашены в отель Standard Лос-Анджелеса, чтобы обвязать стеклянный бокс, в котором проходило презентация проектов законодателей моды.
Чтобы отпраздновать 60-ю годовщину Бержера де Франса, первого изготовителя французской пряжи, Knitta были приглашены в Париж «оживить городские пейзажи вязаными деталями». За время своего пребывания во Франции группа также отметила вязаным граффити Собор Парижской Богоматери.

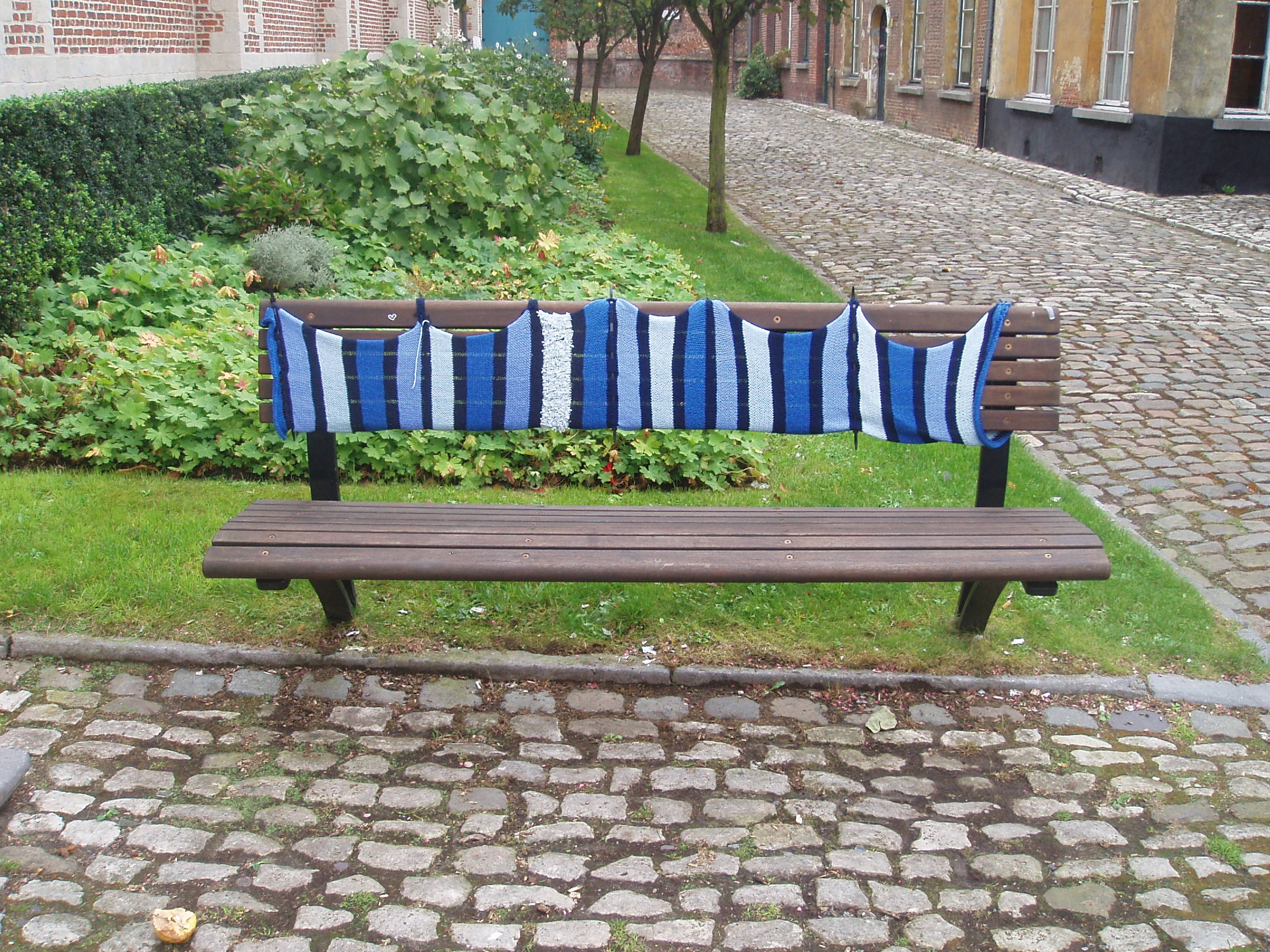
Уличное вязание в г. Лир, Бельгия

К 2007 году в группу Knitta входило двенадцать участников, однако в конечном счёте никого не осталось, кроме самой Магды (живущей в Остине, Техас), продолжающей путешествовать и заниматься уличным вязанием. В 2009 году были зафиксированы группы в Скандинавии, Японии, Южной Африке, и США. Всего в мире насчитывалось около 5-12 похожих организаций.
Вязаные граффити имеются также в Лондоне, Сиднее, Риме, Милане, Праге, Швеции, Монреале, Мехико, Сальвадоре, Нидерландах, Германии и на Великой китайской стене.

## Творчество
«Бомбардировщики пряжей» известны обвязкой и обёртыванием вязкой общественной архитектуры, например фонарных и телефонных столбов, счётчиков времени на стоянках . По словам основателей движения, их миссия состоит в том, чтобы сделать уличное искусство «немного более тёплым и пушистым».
Обычно вязаные элементы помещаются на деревья, фонари, будки, поручни, стойки, пожарные насосы, дорожные знаки, памятники и другие городские объекты (даже городской транспорт). Другая популярная область — вязаные подвески на висящем телефонном кабеле. К праздникам приурочены тематические работы, как, например, использование розовой пряжи в честь Дня святого Валентина и красной, белой и зелёной пряжи для новогодних праздников. Участники движения уличного вязания и их почитатели считают вязаное граффити «способом украшения общественных мест». Однако в некоторых штатах США эти действия считаются вандализмом.

## Новостные ссылки
- Анастасия Гавриэлова Новое хобби петербуржцев: вязать одежду для деревьев // «Мой район онлайн», 21.12.2012.